# Mia Venner
Pour les articles homonymes, voir Venner.
Pas d'image ? Cliquez ici

a Compétitions nationales et continentales officielles uniquement.

b Matchs officiels uniquement.
Dernière mise à jour le 3 avril 2025.
Mia Venner, née le 3 mai 2002, est une joueuse internationale anglaise de rugby à XV évoluant aux postes d'ailière ou d'arrière.

## Biographie
Mia Venner naît le 3 mai 2002.
En 2025, elle au club de Gloucester-Hartpury RFC.
En mars 2025, elle a une sélection en équipe d'Angleterre quand elle est retenue pour participer au Tournoi des Six Nations,.